# Hynek Lechleitner

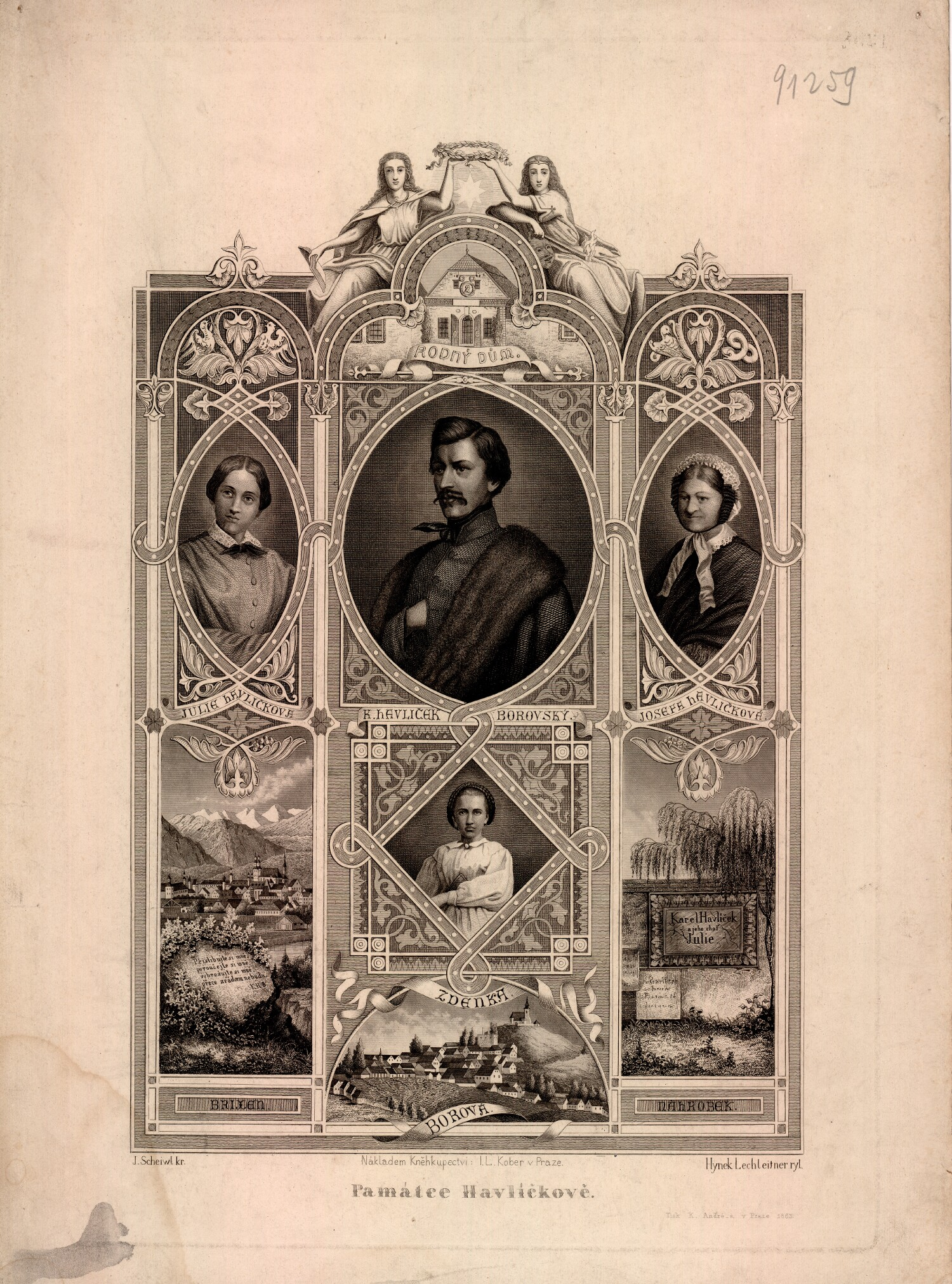
Památce Havlíčkově - Rytina, kresba J. Scheiwl, rytina H. Lechleitner, vydal I. L. Kober 1863

Hynek Lechleitner, vlastním křestním jménem Ignaz či Ignatz (27. dubna 1827 Praha – 13. ledna 1903 Královské Vinohrady) byl český rytec, později drážní úředník, působící v Praze a ve Vídni.

## Život
Narodil se v rodině pražského obchodníka Antonína Lechleitnera (1796–1858) a jeho manželky Kateřiny (*1796). Měl starší sestru.
V roce 1855 odešel do Vídně, kde se živil jako mědirytec a malíř. Od roku 1860 byl opět policejně hlášen v Praze. Jako povolání uváděl nejprve mědirytec (Kupferstecher), později úředník dráhy, případně dopravní kontrolor Severozápadní dráhy.
Byl členem výboru odboru pro výtvarné umění Umělecké besedy, ze kterého roku 1863 vystoupil.
Zemřel v roce 1903 na Královských Vinohradech.

### Rodinný život
Byl ženat, s manželkou Johannou, rozenou Brázdovou (*1836) se oženil před rokem 1860. Manželství bylo bezdětné.

## Dílo
Vyryl např.:
- Památce Havlíčkově – 1863, podobizna Karla Havlíčka Borovského a jeho rodiny, podle kresby Josefa Scheiwla (1833–1912)
- Císař František Josef I. a císařovna Alžběta
- Císařská rodina, spoluautor Johannes Sonnenleiter (1825–1907)

Lechleitnerovy rytiny císařského páru zdobily různé publikace či byly vydávány samostatně.

## Galerie

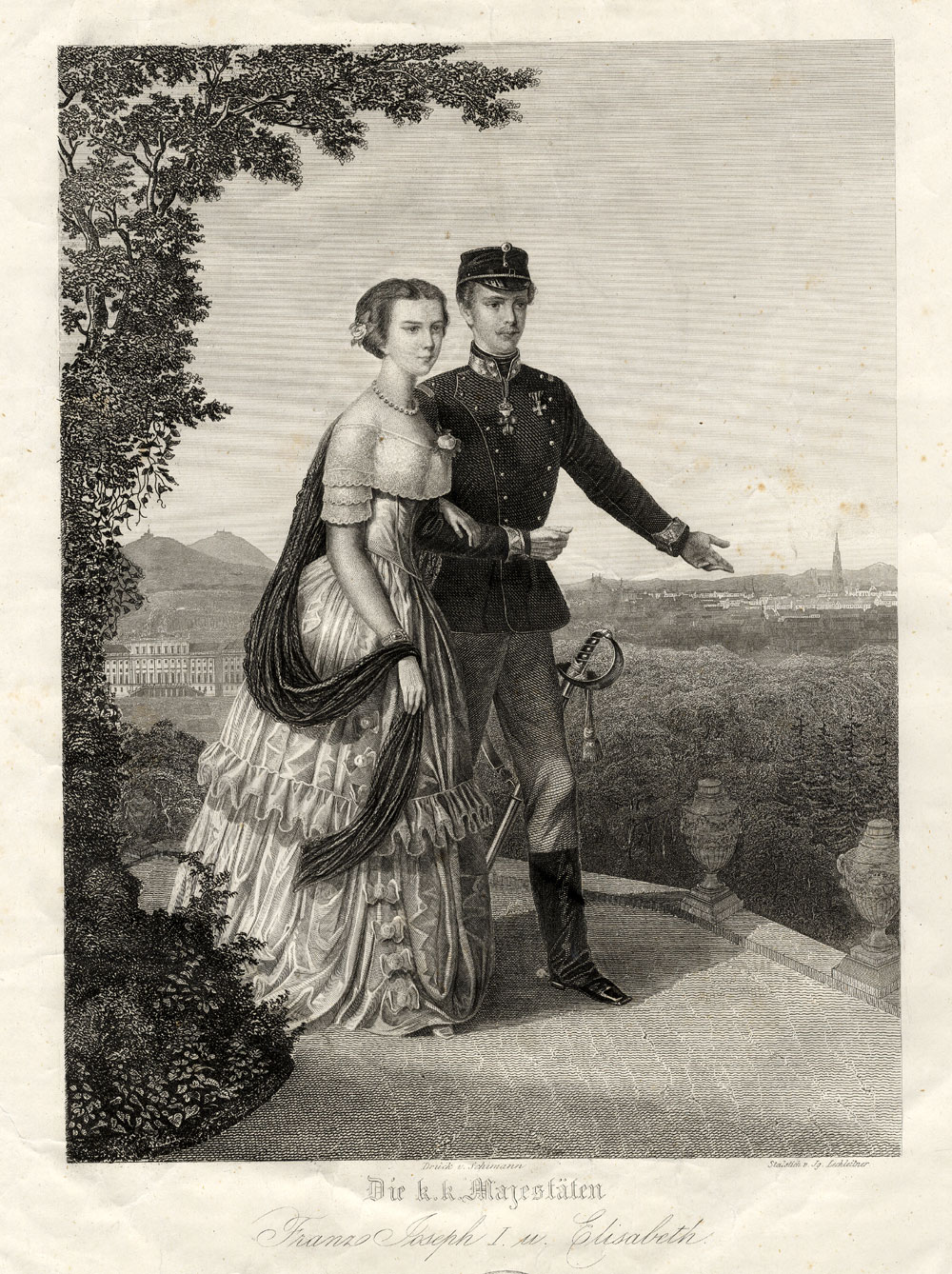
Hynek (Ignaz) Lechleitner: František Josef I. a Alžběta (Elisabeth), před rokem 1860
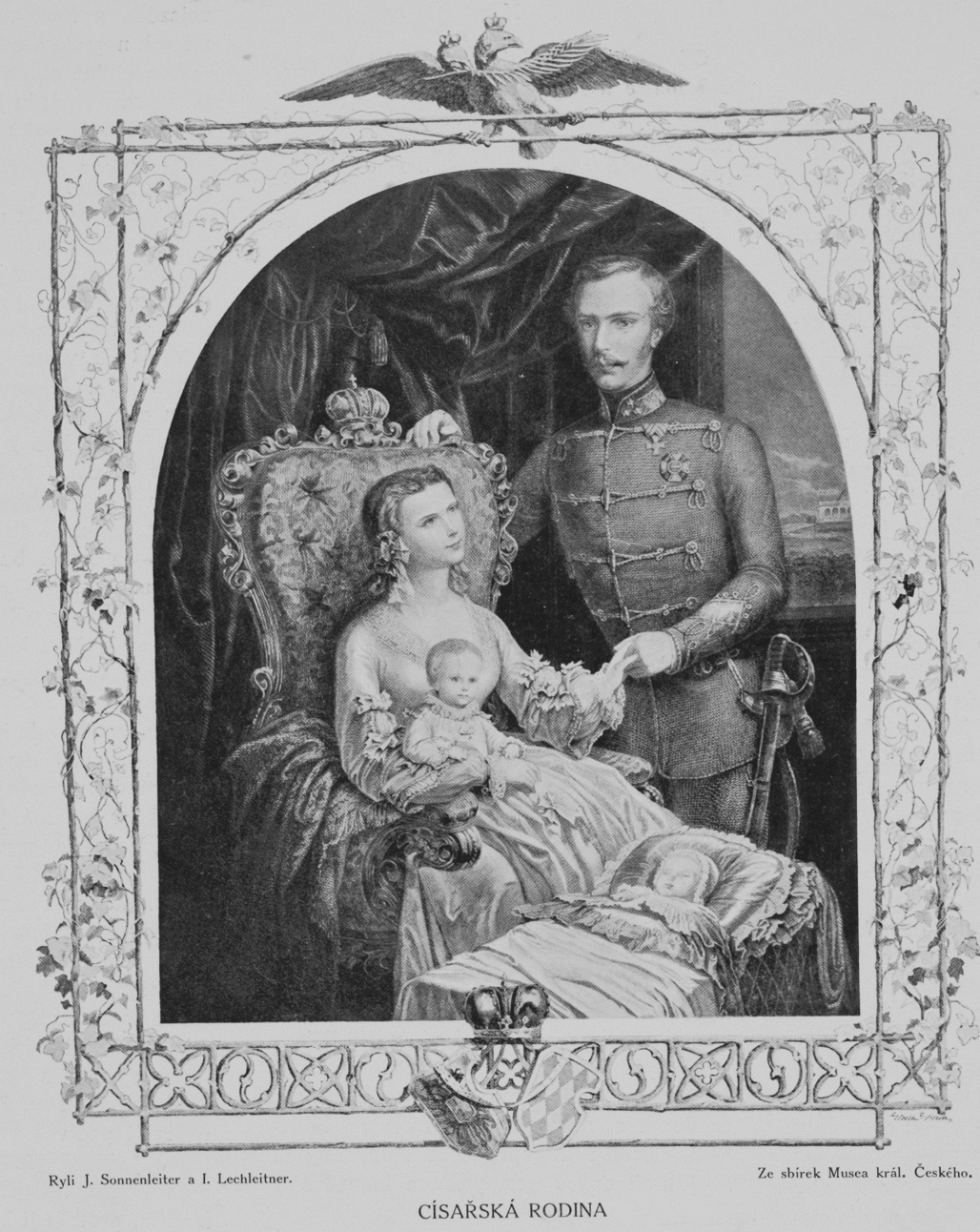
Johann Sonnenleiter, Ignaz Lechleitner: Císařská rodina (repro Zlatá Praha 1909)